# Janbiya

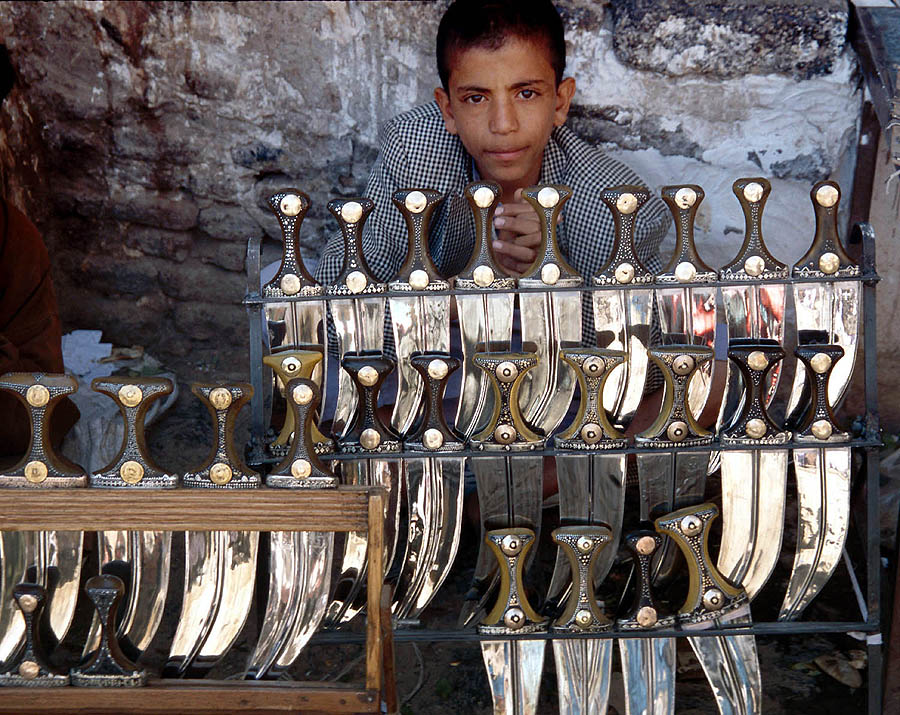
Un giovane venditore di janbiya delle strade di Taʿizz (Yemen).

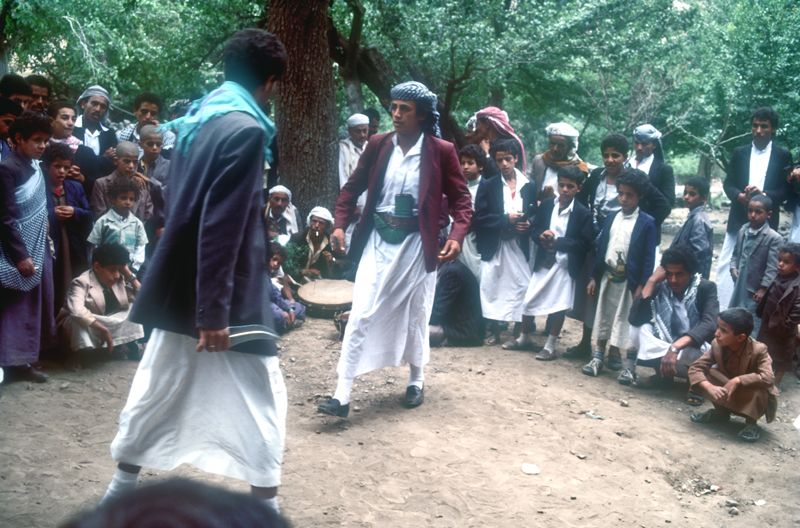
Yemeniti danzano brandendo le janbiya durante un matrimonio.

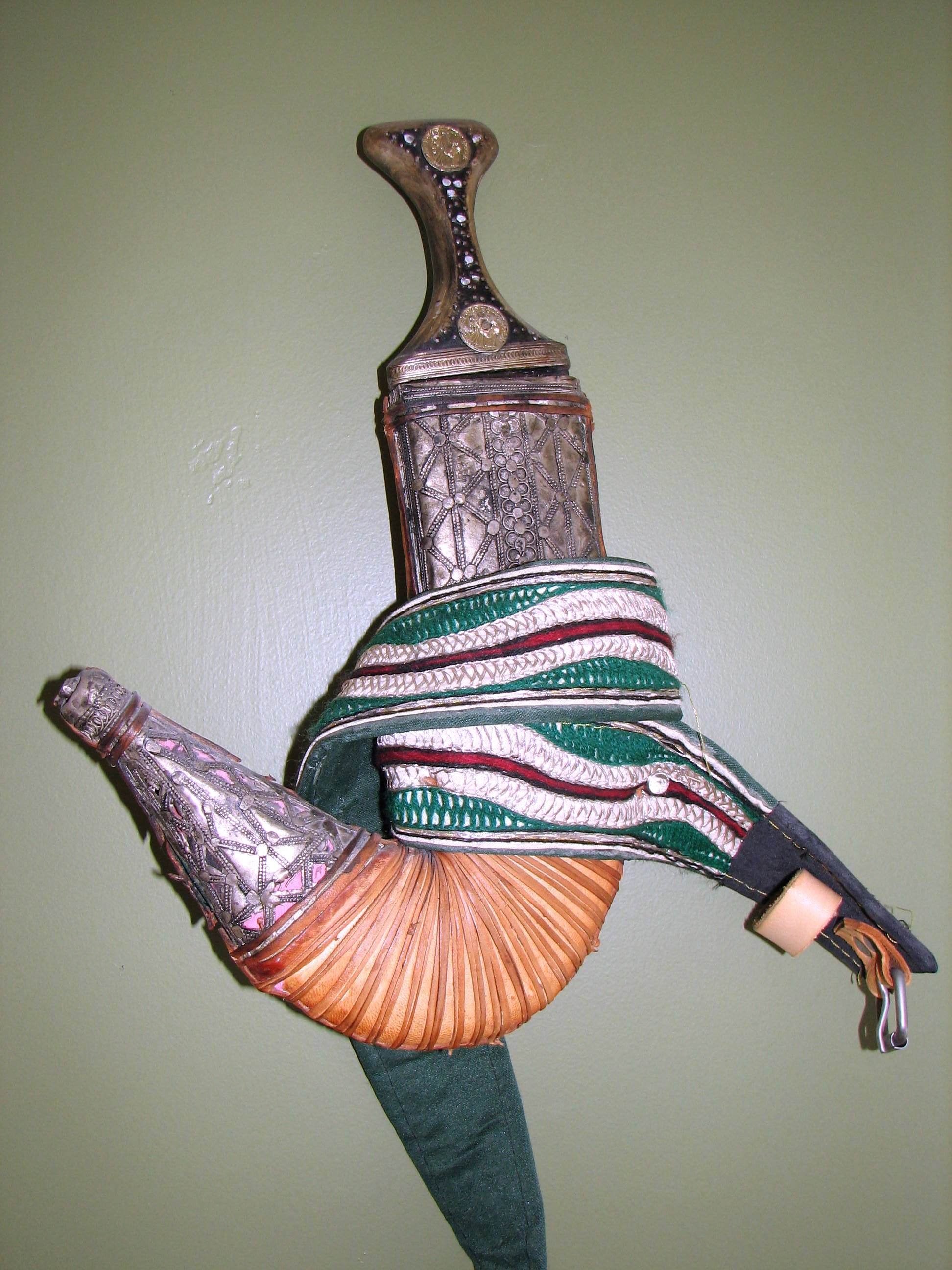
Janbiya yemenita nel suo fodero

Jambiya o Jambia, anche Janyar (in arabo جمبية‎?, jambiyya o جنبية, janbiyya), è il vocabolo per designare una sorta di coltello-pugnale con una corta lama ricurva e abbinata con un fodero ancor più marcatamente ricurvo. Benché sia di origine araba, è oggi principalmente associata alle genti dello Yemen ove è tipico accessorio d'abbigliamento maschile a partire dai 14 anni.

## Storia
La janbiya è la forma archetipica di pugnale della Penisola araba dalla quale svilupparono diverse altre armi bianche manesche del tipo coltello nelle terre poi toccate dalla propagazione dell'Islam. Arma d'uso pratico, per la difesa personale o durante il duello, aveva ed ha ancora oggi una fortissima valenza di status symbol quale denominatore del maschio di età adulta e quale veicolo di comunicazione alla comunità del proprio potere e prestigio all'interno della tribù. Come la katana giapponese, può essere estratta solo in caso di provata necessità o per talune ricorrenze e festività (una danza dei coltelli con uso delle janbiya è ancora oggi parte integrante del matrimonio yemenita).
Le origini del janbiya vanne ricercate nella Jāhiliyya, l'Arabia pre-islamica. Pare che fosse già esistente al tempo del regno himyarita e che venne raffigurata al fianco del sovrano Maʿdīkarib (ca. 500 a.C.) in un simulacro coevo. Si suppone possa trattarsi della versione accorciata di un'arma più lunga e antica. Si potrebbe cioè trattare di una derivazione della spada-falce kushita, lo shotel, in uso tra le truppe del Regno di Axum, solida compagine statale etiope fruttuosamente intromessasi nelle contese dei regni yemeniti preislamici (v. Storia dell'antico Yemen) nella seconda metà del IV secolo.
La janbiya presenta però notevoli vicinanze stilistiche anche con un'altra arma etiope: il pugnale Afar Gile.

## Costruzione
Arma particolarissima, la jambiya ha:
- Lama in acciaio grossa e ricurva, non molto lunga, affilata su ambo i lati, con caratteristica costolatura centrale;
- Impugnatura di estrema semplicità, priva di guardia e di pomolo, con caratteristica forma a clessidra per facilitare la presa, realizzata in legno duro o interamente in metallo[3];
- Fodero in legno, coperto di cuoio o tessuto, sovraccaricato di decorazioni quali ghiere in metallo anche pregiato (es. argento) e tarsie di pietre dure (più è opulento l'apparato decorativo più è alto lo status sociale del portatore). Si tratta di un manufatto imponente, lungo quasi il doppio della lama che deve custodire, piegato ad angolo acuto e con un'estremità conica che risale fino al livello dell'imboccatura. Viene agganciato alla cintura con un cordone di cuoio di 7–10 cm.

La cintura cui si aggancia il jambiya è un solido cinturone portato sul basso-ventre, al quale si assicurano solitamente anche porta-monete argentati.
Come molte altre armi, anche le jambiya portano il marchio dell'armaiolo che le ha fabbricate. Ciò fa sì che i prezzi per una singola jambiya, venduta completa di fodero, varino dai 500 riyāl (circa 114 euro) fino ai 200 milioni di riyāl yemeniti. Il marchio di una jambiya è associato al materiale con cui è fabbricato, la qualità e il suo aspetto.
Le jambiya di qualità pregiata si distinguono per il colore della lama:
- Sayfani (in arabo صيفاني‎?, ṣayfānī), lama giallastra, a lustro opaco. Quando è chiaro, si trasforma in un colore giallo ("cuore sayfani");
- Asadi, lama verde chiaro;
- Zaraf, lama bianco/gialla;
- Albasali, lama color bianco cipolla.

Le jambiya sayfani sono portate dagli alti dignitari quali gli Hascemiti (discendenti arabi di Maometto), dai giudici, dai famosi mercanti e dagli uomini d'affari.